# Федоров Іван Григорович
Іван Григорович Федоров (рос. Иван Григорьевич Фёдоров; 14 серпня 1921, Кадіївка — 28 січня 1983, Київ) — український радянський офіцер, Герой Радянського Союзу. В роки німецько-радянської війни командир ескадрильї 30-го гвардійського авіаційного полку 48-ї авіаційної дивізії 8-го авіаційного корпусу авіації дальньої дії, гвардії капітан.

## Біографія
Народився 14 серпня 1921 року в селищі Кадіївці (нині місто Стаханов, Луганської області) в родині робітника. Росіянин. Член КПРС з 1942 року. Закінчив десять класів середньої школи і аероклуб.
У 1938 році призваний до лав Червоної Армії. У 1940 році закінчив Ворошиловградську військово-авіаційну школу пілотів. У боях німецько-радянської війни з 1941 року.
До жовтня 1944 року гвардії капітан І. Г. Федоров здійснив 252 бойових вильоти на бомбардування військово-промислових об'єктів у глибокому тилу противника, в тому числі міста Данциг (нині польське місто Гданськ), Дебрецен (Угорщина), Хельсінкі, Кенігсберг (нині Калінінград), Будапешт, завдавши противнику значних втрат.
Указом Президії Верховної Ради СРСР від 5 листопада 1944 року за зразкове виконання бойових завдань командування по знищенню живої сили і техніки противника і проявлені при цьому мужність і героїзм гвардії капітану Івану Григоровичу Федорову присвоєно звання Героя Радянського Союзу з врученням ордена Леніна і медалі «Золота Зірка» (№ 5366).

Могила Івана Федорова

Після закінчення війни продовжував службу у Військово-повітряних силах. У 1955 році закінчив Військово-повітряну академію. З 1965 року генерал-майор авіації І. Г. Федоров — у відставці. Працював помічником генерального директора науково-виробничого об'єднання. Жив у Києві. Помер 28 січня 1983 року. Похований у Києві на Лук'янівському військовому кладовищі.

## Нагороди
Нагороджений двома орденами Леніна, двома орденами Червоного Прапора, двома орденами Червоної Зірки, медалями.